# Heinrich von Twiel
Heinrich von Twiel († nach 1133) war von 1121 bis 1122 Gegenabt des Klosters St. Gallen.

## Wirken
Die kaiserlich gesinnte Partei des St. Galler Konvents ernannte 1121 Heinrich von Twiel zu ihrem Abt. Die Gegenpartei erklärte indessen die Wahl für ungültig. Argumentiert wurde damit, dass das Abdankungsschreiben Abt Ulrichs von Eppenstein, das die Neuwahl notwendig gemacht hatte, gefälscht gewesen sei. Als Gegenabt wurde Manegold von Mammern portiert. 1121 setzte Konrad von Zähringen Manegold mit Gewalt in St. Gallen ein, Heinrich floh in die Burg Zell bei Leutkirch in Schwaben. Manegold von Mammern vermochte Kaiser Heinrich V. davon zu überzeugen, dass er alleine rechtmässig zum Abt von St. Gallen gewählt worden sei. Nach der kaiserlichen Bestätigung Manegolds zog sich Heinrich von Twiel ins Kloster Zwiefalten zurück. Als Abt Manegold 1133 starb, kehrte er auf Geheiss Werinhers als Propst nach St. Gallen zurück.